# Rómulo Gallegos
Rómulo Ángel del Monte Carmelo Gallegos Freire (2. srpna 1884, Caracas – 7. dubna 1969, Caracas) byl venezuelský spisovatel a politik. Roku 1948 byl půl roku venezuelským prezidentem.

## Život
Roku 1929 vydal svůj zřejmě nejslavnější román Doña Bárbara. Protože v něm kritizoval diktátorský režim Juana Vicente Gómeze, musel Venezuelu opustit. Působil pak v exilu ve Španělsku, kde pokračoval ve psaní, vydal v exilu dva romány: Cantaclaro (1934) a Canaima (1935). Do vlasti se vrátil po pádu Gómezova režimu roku 1936 a po návratu byl zvolen ministrem školství. V letech 1940–41 byl též starostou Caracasu. Roku 1945 se zapojil do státního převratu, který svrhl prezidenta Isaíase Medinu Angaritu, načež byly vyhlášeny první demokratické volby v historii země. Roku 1948 byl Gallegos zvolen prezidentem jako kandidát sociálnědemokratické strany Acción Democrática, která stála v čele demokratické revoluce, avšak velmi brzy byl svržen státním převratem skupiny důstojníků (Carlos Delgado Chalbaud, Marcos Pérez Jiménez, Luis Felipe Llovera Páez). Uprchl na Kubu, později do Mexika. Do Venezuely se mohl vrátit až roku 1958. Roku 1960 se stal prvním prezidentem Meziamerické komise pro lidská práva.

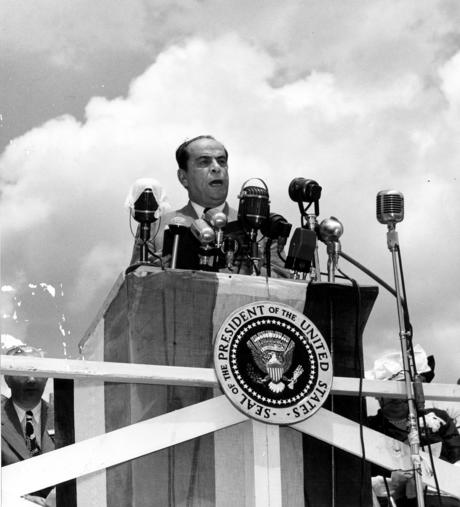
Rómulo Gallegos

## Dílo
- El último Solar (1920)
- La trepadora (1925)
- Doña Bárbara (1929; česky 1936; 1971)
- Cantaclaro (1934; česky 1976)
- Canaima (1935; česky 1961)
- Pobre negro (1937)
- El forastero (1942)
- Sobre la misma tierra (1943)
- La rebelión (1946)
- La brizna de paja en el viento (1952)
- Una posición en la vida (1954)
- El último patriota (1957)